# Ức chế sinh sản
Ức chế sinh sản (Reproductive suppression) liên quan đến việc ngăn ngừa hoặc ức chế việc sinh sản ở những cá thể trưởng thành khỏe mạnh. Nó bao gồm sự thuần thục về tính bị trì hoãn (tuổi dậy thì) hoặc ức chế khả năng tiếp nhận tình dục, khoảng thời gian giữa các lần sinh nở tăng lên một cách tự nhiên thông qua việc rụng trứng bị trì hoãn hoặc bị ức chế còn gọi là thời kỳ đình dục, hoặc hành vi tự phá thai, từ bỏ con non và phụ thuộc vào con cái hoặc hợp tác sinh sản và hành vi giết con đẻ (infanticide) của con cái của giống cái cấp dưới hoặc bằng cách giết trực tiếp bởi con cái hoặc con đực thống trị trong động vật có vú hoặc gián tiếp thông qua việc chăm sóc trẻ sơ sinh và một số động vật ăn thịt.

## Đại cương
Mô hình ức chế sinh sản lập luận rằng "con cái có thể tối ưu hóa thành công sinh sản trọn đời bằng cách ngăn chặn sinh sản khi các điều kiện thể chất hoặc xã hội trong tương lai để sinh tồn có thể được cải thiện rất nhiều so với hiện tại". Khi cạnh tranh nội bộ (cạnh tranh giữa các cá nhân thuộc cùng một nhóm) cao, có thể có lợi để ngăn chặn sự sinh sản của người khác, và đối với con cái cấp dưới để ngăn chặn sự sinh sản của chính họ cho đến một thời gian sau đó khi cạnh tranh xã hội giảm. Điều này dẫn đến sự sai lệch sinh sản trong một nhóm xã hội, với một số cá thể có nhiều con hơn những người khác. Hao phí ức chế sinh sản đối với cá nhân là thấp nhất ở giai đoạn sớm nhất của sự kiện sinh sản và ức chế sinh sản thường dễ gây ra ở giai đoạn tiền rụng trứng hoặc sớm nhất của thai kỳ ở động vật có vú và lớn nhất sau khi sinh. 
Do đó, tín hiệu thần kinh để đánh giá thành công sinh sản nên phát triển để đáng tin cậy ở giai đoạn đầu của chu kỳ rụng trứng. Ức chế sinh sản xảy ra ở dạng cực đoan nhất ở các loài côn trùng có tính xã hội như mối, ong vò vẽ và ong và chuột chũi trần của động vật có vú phụ thuộc vào sự phân chia lao động phức tạp trong nhóm để tồn tại và trong đó các gen, biểu sinh và các yếu tố khác được biết đến xác định xem các cá thể sẽ vĩnh viễn không thể sinh sản hoặc có thể đạt đến độ chín muồi để sinh sản trong các điều kiện xã hội cụ thể, và ở chim và động vật có vú trong đó một cặp sinh sản phụ thuộc vào người giúp đỡ sinh sản bị ức chế sự sống sót của con cái của chúng. Ở động vật có tính xã hội và hợp tác, hầu hết những kẻ giúp đỡ không sinh sản tham gia vào việc lựa chọn họ hàng, tăng cường việc hòa nhập của chúng bằng cách đảm bảo sự sống sót của con cái mà chúng có liên quan chặt chẽ với nhau. 